# 科尼拉區
6°13′01″S 77°58′01″W / 6.21694°S 77.96694°W
科尼拉區（西班牙語：Distrito de Conila），是秘魯的一個區，位於該國北部亞馬遜大區的盧亞省，始建於1861年2月5日，面積256.2平方公里，海拔高度3,250米，2005年人口2,114，人口密度每平方公里8.3人。